# 阿德口岸
16°04′05″N 107°22′18″E / 16.067982°N 107.371754°E
阿德口岸是越南承天順化省阿雷縣林德乡的一个边境口岸。该口岸与老挝塞公省卡伦县的达王村的达王口岸相接。